# سولوجا (ساری‌چام)
سولوجا (به ترکی استانبولی: Suluca) یک منطقهٔ مسکونی در ترکیه است که در ساری‌چام واقع شده‌است.